# Cimitirul Pacea din Botoșani
Cimitirul Pacea este un cimitir din Botoșani, județul Botoșani. Este cel mai mare cimitir din oraș având în jur de 15.000 de locuri de veci, fiind deschis în 1906.

## Monument
Aici se află un complex comemorativ-memorial dedicat eroilor din Primul Război Mondial. A fost construit de către Societatea „Cultul Eroilor” din București, cu concursul Prefecturii, al Primăriei și al Garnizoanei Botoșani în anul 1934, monumentul, plasat în zona centrală a Cimitirului este străjuit de două grupuri a câte 63 de morminte, la stânga și la dreapta. Majoritatea crucilor ce desemnează mormintele eroilor poartă numele acestora. În zona centrală a monumentului sunt evidențiate trei cruci. Pe cea principală există inscripția IS HS NI KA („Isus Hristos Învingătorul”), „Cinstire și veșnică pomenire eroilor”, iar la bază o inscripție care amintește de faptul că în acel loc odihnesc ostașii necunoscuți căzuți în Războiul dintre anii 1916-1919. Întregul grup monumentar este plasat în spatele a doi stâlpi pe care sunt plasate plăci. 